# 平取温泉
平取温泉（びらとりおんせん）は、北海道沙流郡平取町二風谷にある温泉。

## 泉質
- 冷鉱泉（中性低張性冷鉱泉）※療養泉としての基準を満たしていない。
  - 源泉温度14.5℃、pH 6.9
  - 微弱黄色、無味、無臭[1]

## 温泉地
- 日帰り入浴施設と宿泊施設を兼ねた一軒宿「びらとり温泉 ゆから」が存在する。

## 歴史
- 1977年（昭和52年） - 開業。
- 2014年（平成26年） - びらとり温泉ゆからオープン。

## アクセス
- 鉄道 : 日高本線富川駅より道南バスで約25分、「平取温泉前」下車。
- 車：日高自動車道日高富川ICから18km。